# خوسيه أنطونيو غارسيا
خوسيه أنطونيو غارسيا (بالإسبانية: José Antonio Garcia)‏ هو مهندس ومهندس الصوت مكسيكي، ولد في القرن العشرين في المكسيك.

## وصلات خارجية
- خوسيه أنطونيو غارسيا على موقع IMDb (الإنجليزية)
- خوسيه أنطونيو غارسيا على موقع قاعدة بيانات الفيلم (الإنجليزية)